# Historia Wenezueli

Flaga Wenezueli od 2006 roku

Historia Wenezueli – obejmuje dzieje państwa i narodu wenezuelskiego.

## Przed skolonizowaniem

### Okres prekolumbijski
Pierwsi ludzie przybyli na obszar współczesnej Wenezueli w górnym paleolicie. Tereny te w okresie prekolumbijskim zamieszkiwane były przeważnie przez indiańskie plemiona Karaibów i Arawaków zajmujące się zbieractwem. Nie zachowało się wiele informacji dotyczących wydarzeń przed przypłynięciem Europejczyków, a tubylcy byli zdecydowanie gorzej rozwinięci technologicznie, gospodarczo i społecznie niż Majowie, Aztekowie, czy Inkowie.

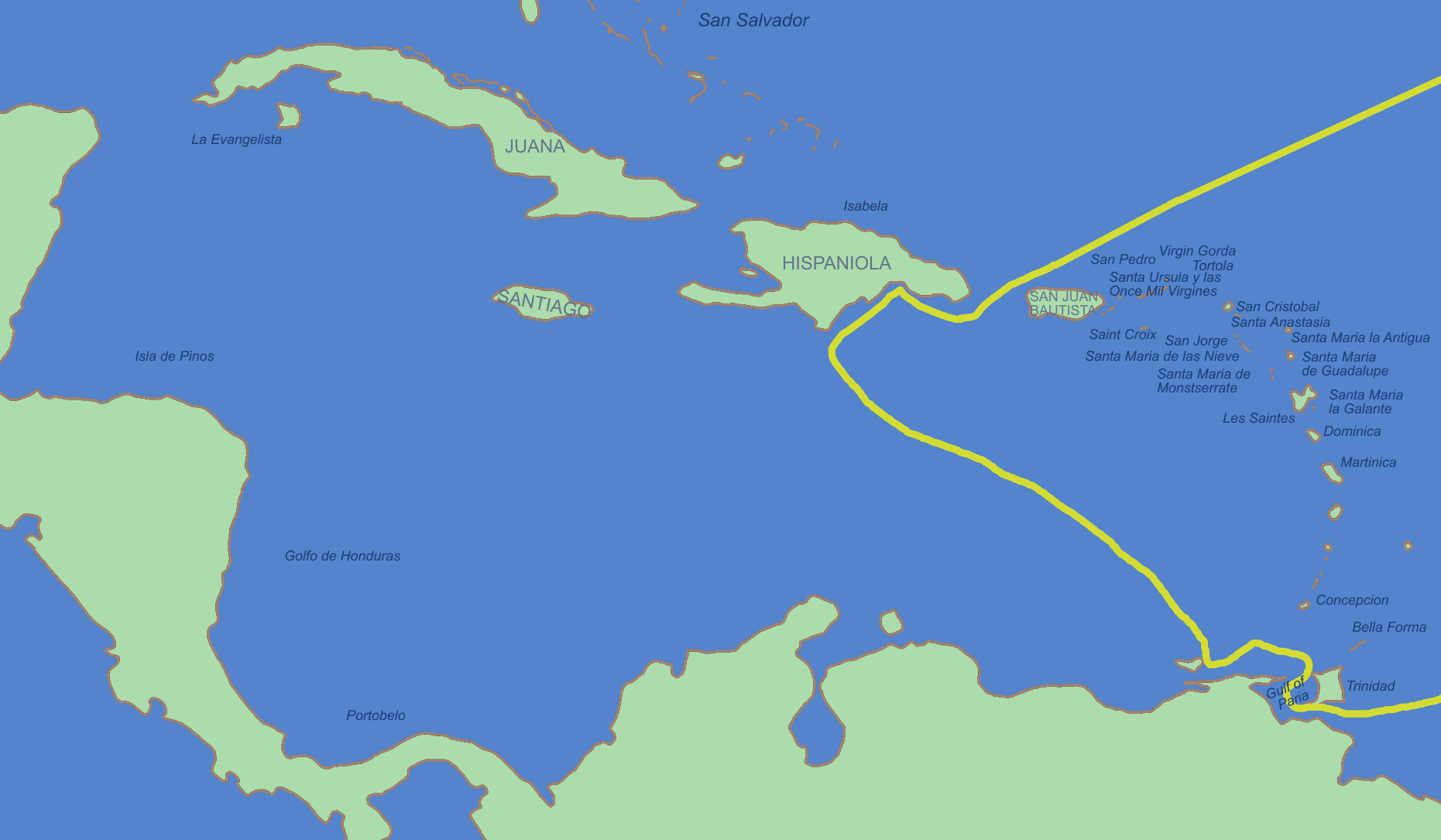
Fragment trasy trzeciej wyprawy Krzysztofa Kolumba

### Przypłynięcie Europejczyków
Europejczycy dotarli na tereny obecnej Wenezueli (jako pierwszego z dzisiejszych państw Ameryki Południowej), gdy wyprawa Krzysztofa Kolumba podczas swojej trzeciej wyprawy w 1498 roku dopłynęła między innymi do delty rzeki Orinoko. Intensywne badania wybrzeży dzisiejszej Wenezueli prowadził Alonso de Hojeda (uczestnik drugiej wyprawy Kolumba), który z polecenia Izabeli I i Ferdynanda Aragońskiego miał eksplorować tereny Ameryki Południowej i Karaibów w poszukiwaniu złota. Wyprawa ta napotkała indian Guajiro (plemię arawackie) i jako pierwsza europejska ekspedycja dotarł do jeziora Maracaibo (sierpień 1499). Według własnego świadectwa w 1500 roku nad to jezioro przybyć miał Włoch Amerigo Vespucci, który w jednym z listów nazwał okoliczny obszar "Małą Wenecją" (wł: Venezuela) w wyniku zobaczeniu wielu domów na palach nad wodą. Jest to jedna z hipotez pochodzenia nazwy państwa (drugą jest to, iż miejscowi Indianie sami nazywali tak swoje ziemie).

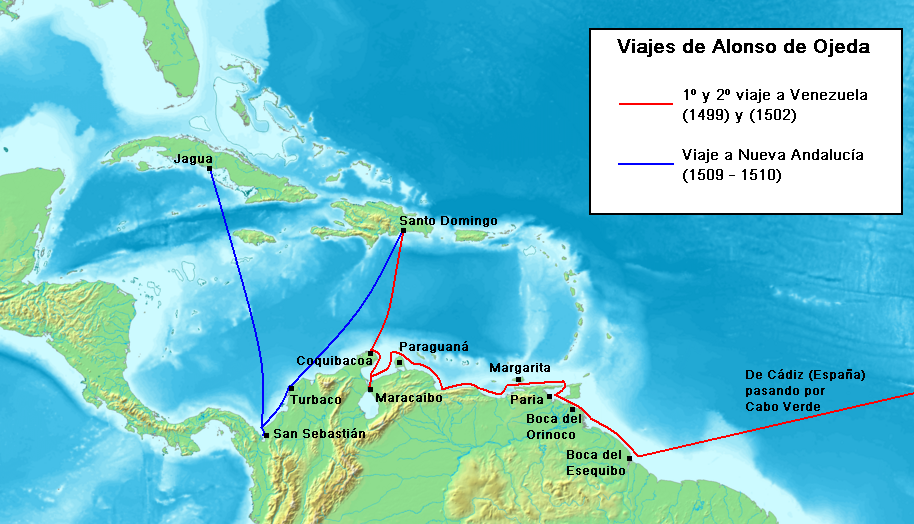
Wyprawy Alonso de Hojedy. 1 (1499) i 2 (1502) wyprawa oznaczone kolorem czerwonym, 3 (1509-1510) niebieskim.

### II wyprawa de Hojedy
Alonso de Hojeda powrócił na tereny dzisiejszej Wenezueli w 1502, po uzyskaniu poparcia władców Hiszpanii. Wyprawa de Hojedy dopłynęła najpierw do wenezuelskiej wyspy Margarita, gdzie zdobyła trochę złota. Następnie po przepłynięciu przez wenezuelskie wybrzeże udała się na półwysep Guajira, gdzie na terytorium dzisiejszej Kolumbii tuż nad granicą z Wenezuelą założyła osadę Santa Cruz, która zdołała się bronić przed tubylcami trzy miesiące. W tym samym roku Hiszpania założyła na terenie współczesnej Wenezueli miasto Cumaná.

## Epoka kolonialna

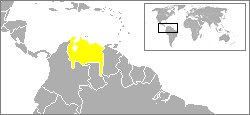
Przybliżony obszar Klein-Venedig

### Klein-Venedig

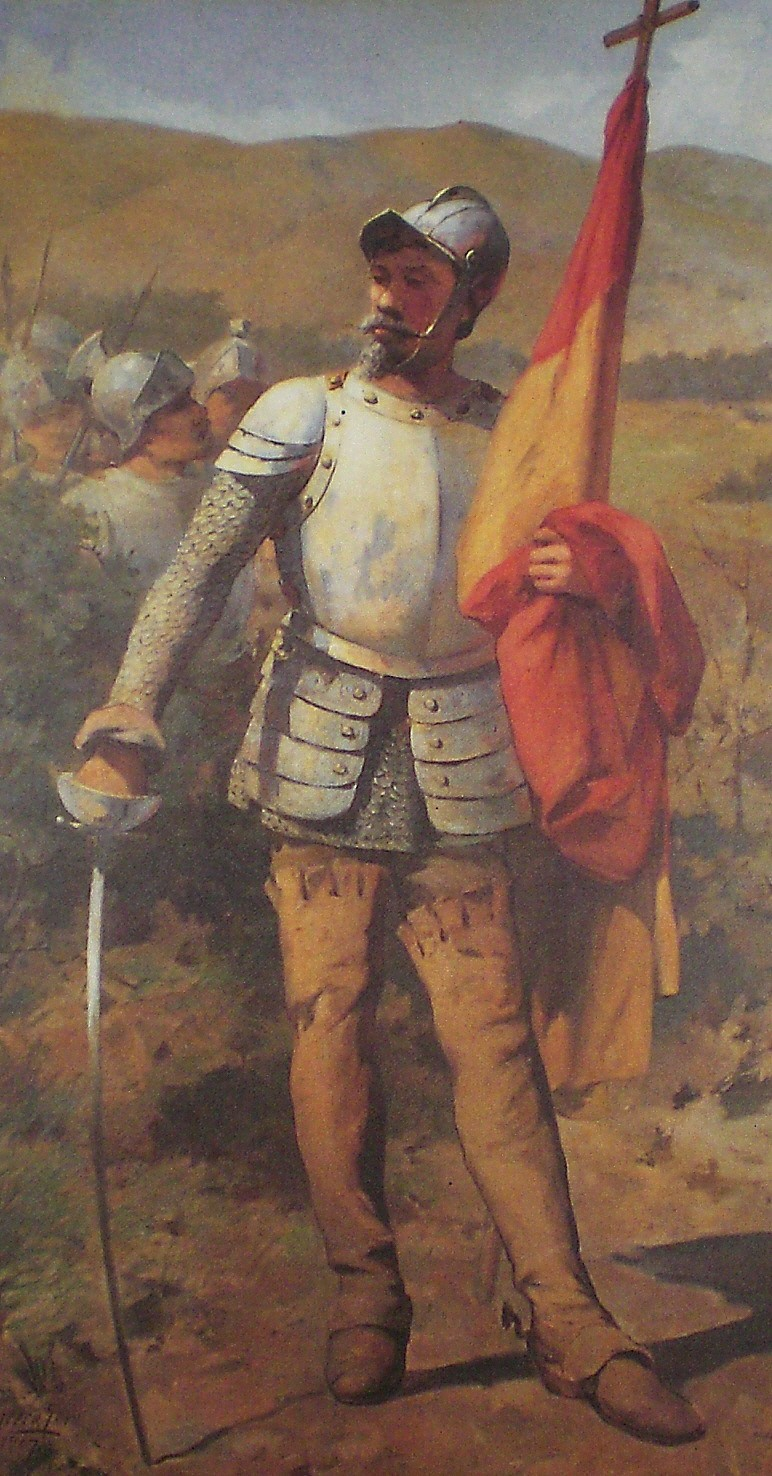
Diego de Losada - założyciel Caracasu

Hiszpania w kolejnych latach kontynuowała zakładanie kolejnych kolonii w Wenezueli, jednak król Hiszpanii w latach 1516-1556 - Karol V Habsburg, oddał te tereny augsburskim bankierom z rodziny Welserów w zamian za umorzenie jego długów (1527). Przybyli do Wenezueli w 1529 roku. Powstałe w ten sposób państwo - Klein Venedig - nie przetrwało zbyt długo i w wyniku śmierci drugiego i ostatniego gubernatora wyspy Philipa von Hutten (zabitego przez Hiszpanów) Welserowie wycofali się z wyspy (1546). Mimo to państwo to przyczyniło się do zwiększenia ilości kolonii w Wenezueli, zakładając np. Maracaibo (1529). Po upadku Klein-Venedig dominacje uzyskali Hiszpanie, choć ziemie te należały do Welserów formalnie do 1555. Wkrótce Wenezuela została wcielona do hiszpańskiego Wicekrólestwa Peru.

### Kolonia hiszpańska
Hiszpania powołała pierwszego gubernatora Wenezueli w 1527 roku. Został nim Juan Martínez de Ampiés, który założył dzisiejsze miasto Coro. Opuścił on jednak państwo dwa lata później, w wyniku powstania Klein-Venedig. Hiszpania zachowywała swoje wpływy w Wenezueli (zakładając m.in. miasto El Tocuyo - nową stolicę prowincji), a następnie przejęła Klein-Venedig. W 1567 roku jeden z hiszpańskich konkwistadorów - Diego de Losada, po pokonaniu tubylców założył Caracas, stolicę współczesnej Wenezueli. Z początkiem XVII wieku w wyniku wymierania rdzennych mieszkańców tego obszaru rozpoczęto sprowadzanie do Wenezueli ludności z Afryki w roli niewolników. Zjawisko to wystąpiło w całej Ameryce. W 1717 roku tereny Wenezueli odłączono od Wicekrólestwa Peru i wcielono do Wicekrólestwa Nowej Granady. W 1721 roku powstał pierwszy uniwersytet w Wenezueli - Centralny Uniwersytet Wenezueli w Caracas. Przez cały okres kolonialny na Wenezueli głównym źródłem dochodów kolonizatorów były plantacje bawełny, kakaowca, trzciny cukrowej i tytoniu oraz uprawy kukurydzy i fasoli. Pozyskiwano skóry i wołowinę. Ludność była stopniowo nawracana na chrześcijaństwo.

## Wojna o niepodległość

### Początek walk o niepodległość
Przełom XVII i XVIII wieku przyniósł tworzenie się pierwszych antyhiszpańskich ruchów niepodległościowych, w wyniku coraz większego monopolu Hiszpanów zamieszkujących Europę na handel. W 1797 roku po raz pierwszy część Kreolów ogłosiła powstanie niepodległej Republiki Wenezueli, aczkolwiek ich zryw został szybko stłumiony. W latach 1811–1812 zaczęła się wojna o niepodległość Wenezueli, na czele której stanął Wenezuelczyk Francisco de Miranda (1750-1816), który wcześniej bezskutecznie próbował wywołać zryw w 1806 roku. Podczas nowej wojny pierwszym historycznym prezydentem Wenezueli został Cristóbal Mendoza (1811-1812). Buntownicy ponieśli klęskę, a dowódcy zostali aresztowani.

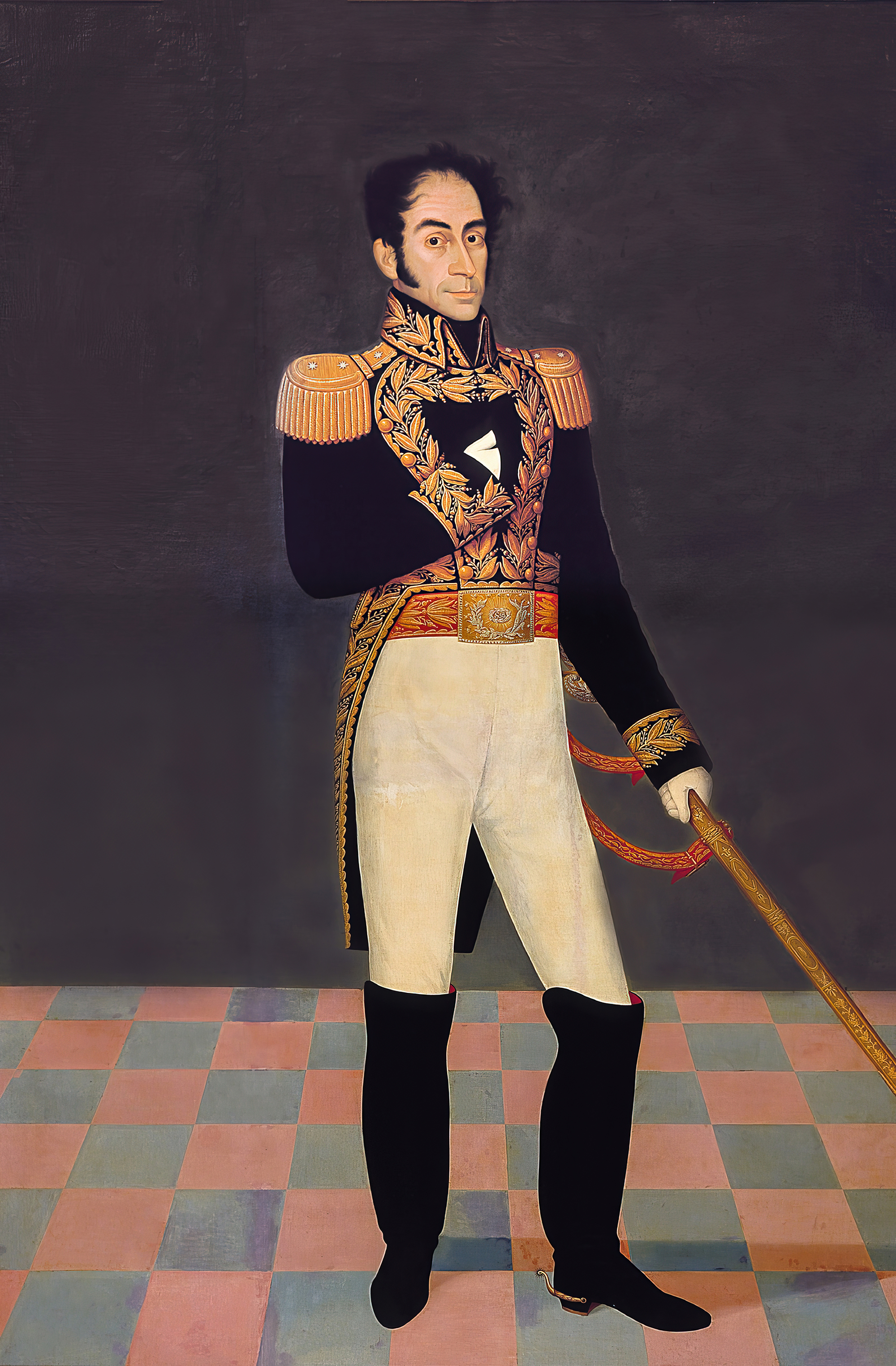
Simón Bolívar

### Wznowienie walk
Na czele nowej walki przeciw Hiszpanom stanął urodzony w Caracas Simón Bolívar. Brał on udział w pierwszej fazie wojny o niepodległość Wenezueli i został przez władze Hiszpanii osadzony na Curaçao. Simón Bolívar planował wywołać antyhiszpańską wojnę na obszarze całej hiszpańskiej Ameryki Południowej. Rozpoczęte w Kolumbii powstanie wraz z planem Simóna rozszerzyło się na całe Wicekrólestwa Peru i Nowej Granady, zaś wojska Bolívara zdobyły w 1813 roku Caracas, a sam Bolívar ogłosił się prezydentem Wenezueli, którym był do grudnia 1814. Mimo to jego armia borykała się z wieloma problemami i nie zdołała stawić czoła buntownikom pod powództwem hiszpańskiego rojalisty Jose Bovesa, który pokonał Bolívara w bitwie pod Araguą w sierpniu 1814 roku. W wyniku przegranej antyhiszpański bunt praktycznie upadł. Po przegranej z Bovesem Simón Bolívar uciekł do Kolumbii, potem na Jamajkę, później zaś udał się na Haiti.

### Powrót Bolívara
Simón Bolívar wrócił do Wenezueli w 1816 roku na czele nowej, kilkusetosobowej armii. Niedługo później, po przyłączeniu się części ludności niewolniczej do powstania w wyniku ogłoszenia przez Bolívara zniesienia niewolnictwa, generał doprowadził do wyzwolenia Wenezueli z rąk Hiszpanów. W 1817 roku została utworzona Republika Wenezueli, której Bolívar został prezydentem. Hiszpanie kontrolujący jeszcze część Nowej Granady zostali pobici w bitwie nad rzeką Boyacá. W 1819 roku w wyniku usilnych starań Bolívara zostało utworzone nowe państwo - Wielka Kolumbia. Było to połączenie Kolumbii i Wenezueli. Do terytorium tego państwa została włączona w 1821 roku Panama, rok później zaś Ekwador. W planach było włączenie do tego państwa także Peru i Boliwii. Wenezuelą zarządzał wtedy wiceprezydent José Antonio Páez. W latach istnienia Wielkiej Kolumbii Hiszpanie próbowali jeszcze kilka razy odzyskać Wenezuelę, zostali jednak pokonani w bitwie pod Carabobo (1821) i w bitwie morskiej pod Maracaibo (1823).

## Niepodległa Wenezuela

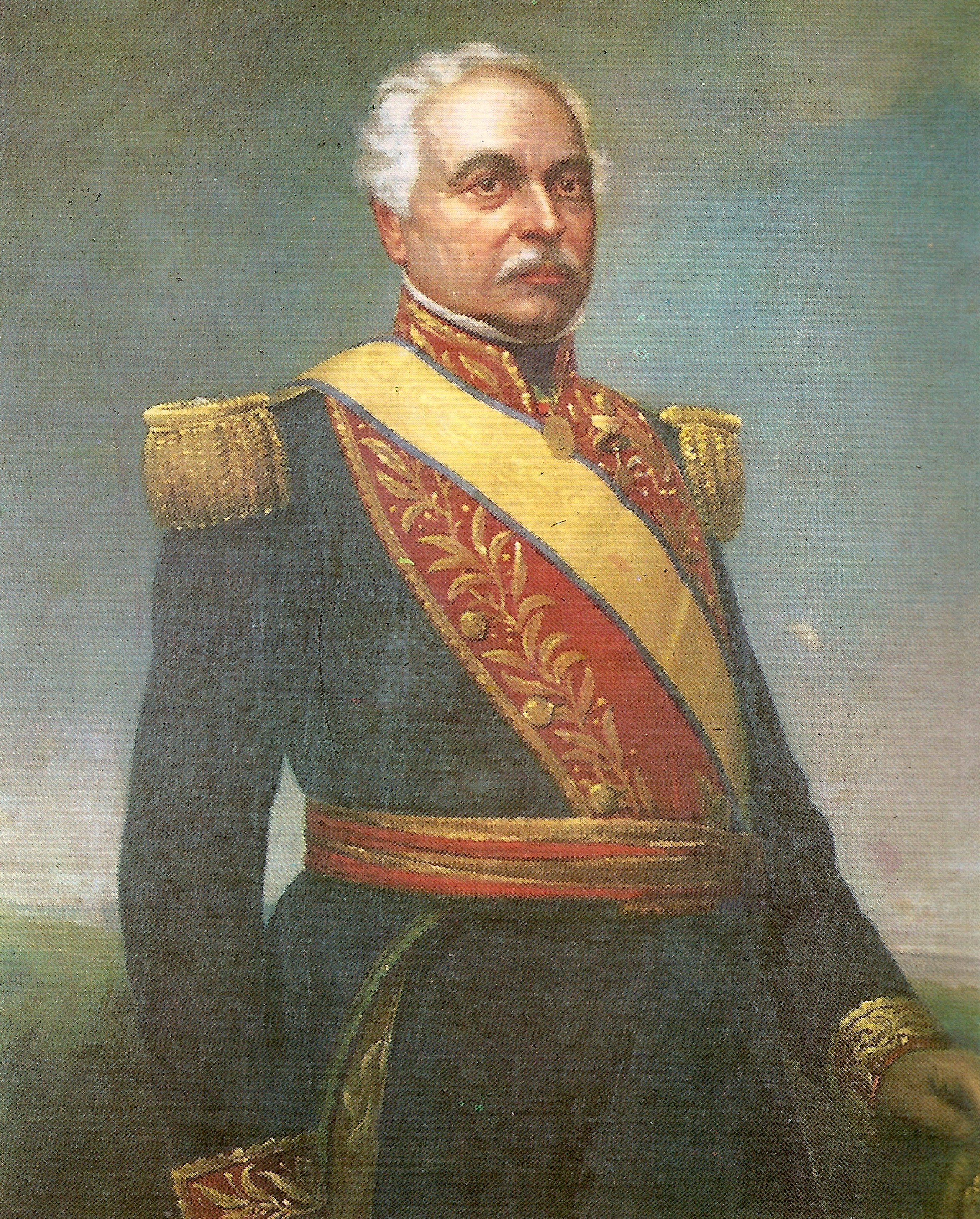
José Antonio Páez

### XIX wiek
Wielka Kolumbia była państwem targanym wieloma konfliktami wewnętrznymi konfliktami i po śmierci Simóna Bolívara w 1830 roku państwo rozpadło się na Kolumbię, Wenezuelę, Panamę i Ekwador. Prezydentem Wenezueli został jej wcześniejszy wiceprezydent - José Antonio Páez (był nim w latach 1830–1835, 1839–1843, 1861–1863). Posiadał on duży wpływ na politykę państwa. Został on jednak obalony po wojnie domowej trwającej w latach 1859–1863. W 1863 roku Wenezuela jako pierwsze państwo na świecie zniosło karę śmierci za wszystkie przestępstwa. W 1879 roku odkryto złoto na granicy Wenezueli z Gujaną Brytyjską, co doprowadziło do konfliktu państwa z Brytyjczykami (1895). Po arbitrażu międzynarodowym złoża przyznano Imperium brytyjskiemu. W 1881 roku został ustanowiony hymn Wenezueli. Przez cały XIX wiek i początki wieku XX w Wenezueli nieprzerwanie prowadzone były rządy dyktatorskie (do śmierci Juana Vicente Gómeza w 1935).

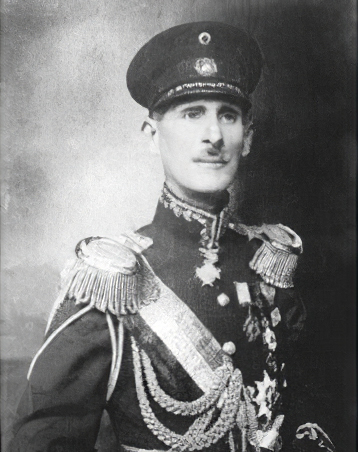
Eleazar López Contreras

### I połowa XX wieku
W latach 1899–1908 Wenezuela była pod rządami Cipriana Castro. Został on odsunięty później od władzy, gdy przebywał w Europie, przez Juana Vicente Gómeza. W 1914 za jego władzy odkryto w Wenezueli złoża ropy naftowej w pobliżu jeziora Maracaibo. Dyktator przeprowadził też wiele reform administracyjnych i wzbogacił państwo poprzez udane umowy handlowe z zagranicą. Po jego śmierci w 1935 roku prezydentem został Eleazar López Conteras. Stopiowo coraz większe wpływy uzyskiwała nielegalna Komunistyczna Partia Wenezueli. Nowy prezydent przywrócił dyktaturę w 1937 roku w obawie przed wpływami opozycji. Dokonał rozbudowy państwa i zbudował szkoły publiczne. W 1941 po zakończeniu kadencji poprzednika prezydentem został Isaias Medina Angarita. Zdecydował się on w trakcie trwającej II wojny światowej poparł on aliantów, a w 1945 na krótko była w stanie wojny z państwami osi. W 1945 dokonano zamachu stanu i obalono prezydenta, a władzę przejął tymczasowo nowy prezydent - demokrata Rómulo Betancourt stojący na czele Rewolucyjnej Junty Wojskowej.  Za jego kadencji Wenezuela została członkiem ONZ (i współzałożycielem). Utrzymał się przy władzy do 1948 roku, kiedy oddał władzę Rómulo Gallegosowi. który został niebawem obalony przez jednego z generałów junty - Carlosa Delgado Chalbauda. Po konflikcie wewnątrz junty, podczas którego Carlos Delgado Chalbaud został zamordowany, władzę tymczasowo przejął Germán Suárez Flamerich.

### II połowa XX wieku

Odpowiedź wojska na zamieszki El Carcazo

W 1952 roku do władzy doszedł uczestnik obu puczów Rewolucyjnej Junty Wojskowej - Marcos Pérez Jiménez. Nowy prezydent ogłosił się dyktatorem i postawił w swojej polityce na rozwój gospodarczy i bliską współpracę z USA. W 1958 roku został on obalony w wyniku zamachu stanu i władzę przejął na krótko Wolfgang Larrazábal, a wkrótce potem do władzy wrócił w wyniku porozumienia socjaldemokratów i chadetów Rómulo Betancourt. Za jego kadencji dokonano zmian w konstytucji zwiększających kompetencje prezydenta i dokonał reform gospodarczych i społecznych. W 1964 roku nowym prezydentem został Raúl Leoni. Za jego oraz jego poprzednika rządów nieustannie trwały walki z partyzantami i doszło do trzęsienia ziemi w Caracas (1967). Za pierwszej kadencji nowego prezydenta - Rafaela Caldera - dochody z eksportu ropy naftowej jeszcze mocniej wzrosły. Prezydent Carlos Andrés Pérez za swej pierwszej kadencji znacjonalizował wydobycie żelaza i ropy naftowej. Z początkiem lat osiemdziesiątych światowy rynek ropy załamał się, co spowodowało kryzys gospodarczy w Wenezueli. Z problemem tym musieli zmierzyć się prezydenci Luis Herrera Campins (1979-1984) i Jaime Lusinchi (1984-1989). Pierwszy z nich zdewaluował walutę, drugi bez większych skutków próbował zmniejszyć zadłużenie państwa. Doprowadziło to do odzyskania władzy przez Carlosa Andrésa Péreza. Nowy prezydent próbował mocno zmniejszyć wydatki państwa, co doprowadził do zamieszek (El Carcazo) krwawo stłumionych przez żołnierzy. W 1992 roku doszło do dwóch nieudanych zamachów stanu, a w 1993 roku zmuszono prezydenta do wcześniejszego odejścia z urzędu (po impeachmencie). Nowym prezydentem został na rok Ramón José Velásquez, za którego kadencji sytuacja się uspokoiła.  Władzę w 1994 roku przejął ponownie Rafael Caldera, który był u władzy do 1999 roku.

### XXI wiek
Na nową głowę państwa został wybrany Hugo Chávez, który z krótką przerwą w wyniku zamachu stanu w Wenezueli w 2002 roku sprawował władzę do 2013 roku. Za jego rządów flaga Wenezueli uzyskała swój ostateczny wygląd (2006). Po nim prezydentem został Nicolás Maduro, który został zaprzysiężony na drugą kadencję w 2019 roku. Główne znaczenie dla gospodarki państwa wciąż ma ropa naftowa.